# 榴棠属
榴棠属（Peraphyllum）是蔷薇科开花植物的单型属，其下有单种榴棠（Peraphyllum ramosissimum）。

## 分布
榴棠分布在美国加利福尼亚州、俄勒冈州、爱达荷州、犹他州、科罗拉多州和新墨西哥州，通常长在松树和刺柏林地。在加利福尼亚州，它主要分布于喀斯喀特山脉、高内华达山脉、大盆地和莫哈韦沙漠天空岛。

## 描述
榴棠是一种灌木，可以长到3米高，梨果约1厘米宽。叶子普通；在短枝上，它们可能长得很密，但在较长的枝条上可以很好地分开。 
与大多数其他蔷薇科的开花植物一样，榴棠有 5 个花瓣和 5 个径向对称的萼片。花有大约 15-20 个自由雄蕊，花瓣是白色到玫瑰色。